# Reprezentacja Czech w piłce nożnej kobiet
Reprezentacja Czech w piłce nożnej kobiet - drużyna, która rozpoczęła występy międzynarodowe po rozpadzie Czechosłowacji w czerwcu 1993 roku od zwycięskiego 6:0 meczu ze Słowacją. 
Czeszki nigdy nie zagrały na Igrzyskach Olimipiskich, Mistrzostwach Świata ani Mistrzostwach Europy. W 1997, 2001, 2005 i 2009 grały one w meczach barażowych o udział w ME za każdym razem przegrywając. Ich największym sukcesem jest zajęcie szóstego miejsca w pucharze Cypru oraz zajęcie ósmego miejsca na letniej Uniwersjadzie 2015.

## Udział w międzynarodowych turniejach
| 1996 | Nie zakwalifikowała się | Nie zakwalifikowała się |
| 2000 | Nie zakwalifikowała się | Nie zakwalifikowała się |
| 2004 | Nie zakwalifikowała się | Nie zakwalifikowała się |
| 2008 | Nie zakwalifikowała się | Nie zakwalifikowała się |
| 2012 | Nie zakwalifikowała się | Nie zakwalifikowała się |
| 2016 | Nie zakwalifikowała się | Nie zakwalifikowała się |
| 2020 |                         |                         |

| 1991 | Nie brała udziału, była częścią Czechosłowacji | Nie brała udziału, była częścią Czechosłowacji |
| 1995 | Nie zakwalifikowała się                        | Nie zakwalifikowała się                        |
| 1999 | Nie zakwalifikowała się                        | Nie zakwalifikowała się                        |
| 2003 | Nie zakwalifikowała się                        | Nie zakwalifikowała się                        |
| 2007 | Nie zakwalifikowała się                        | Nie zakwalifikowała się                        |
| 2011 | Nie zakwalifikowała się                        | Nie zakwalifikowała się                        |
| 2015 | Nie zakwalifikowała się                        | Nie zakwalifikowała się                        |
| 2019 |                                                |                                                |

| 1984 | Nie brała udziału, była częścią Czechosłowacji | Nie brała udziału, była częścią Czechosłowacji |
| 1987 | Nie brała udziału, była częścią Czechosłowacji | Nie brała udziału, była częścią Czechosłowacji |
| 1989 | Nie brała udziału, była częścią Czechosłowacji | Nie brała udziału, była częścią Czechosłowacji |
| 1991 | Nie brała udziału, była częścią Czechosłowacji | Nie brała udziału, była częścią Czechosłowacji |
| 1993 | Nie brała udziału, była częścią Czechosłowacji | Nie brała udziału, była częścią Czechosłowacji |
| 1995 | Nie zakwalifikowała się                        | Nie zakwalifikowała się                        |
| 1997 | Nie zakwalifikowała się                        | Nie zakwalifikowała się                        |
| 2001 | Nie zakwalifikowała się                        | Nie zakwalifikowała się                        |
| 2005 | Nie zakwalifikowała się                        | Nie zakwalifikowała się                        |
| 2009 | Nie zakwalifikowała się                        | Nie zakwalifikowała się                        |
| 2013 | Nie zakwalifikowała się                        | Nie zakwalifikowała się                        |
| 2017 | Nie zakwalifikowała się                        | Nie zakwalifikowała się                        |